# Elétrico Futebol Clube
O Eléctrico Futebol Clube (frequentemente tratado por Eléctrico de Ponte de Sor ou pelo acrónimo EFC) é um clube desportivo português, fundado no dia 1 de Abril de 1929 e sediado na cidade de Ponte de Sôr, distrito de Portalegre.
Foi atribuído ao clube o Estatuto de Utilidade Pública Desportiva a 4 de julho de 2001.
É possuidor da Medalha de Bons Serviços Desportivos atribuída pelo Governo português a 31 de agosto de 1999.
Por ocasião do 75.º Aniversário da sua fundação, recebeu a Medalha de Mérito Desportivo, atribuída pelo Governo português, a 30 de março de 2004.
A 8 de julho de 2013, a Câmara Municipal de Ponte de Sor atribuiu ao clube a Medalha de Mérito Municipal - Grau Ouro.
É por direito próprio, o melhor clube alentejano do Século XXI, em virtude da última década, no qual as suas equipas seniores de Futebol, Futsal e Basquetebol participaram nas provas nacionais, um feito que poucos clubes no País se podem gabar.
Entre a época 2008/09 e 2012/13, o Eléctrico Futebol Clube participou com as suas equipas seniores de Futebol, Basquetebol e Futsal nas provas nacionais.
Este desiderato manteve-se novamente em 2014/15, onde as equipas de Futsal e de Basquetebol estiveram no 2.º patamar nacional e o Futebol no 3.º patamar nacional. O Basquetebol garantiu a subida à Liga Profissional, um feito incrível tendo sido o primeiro clube alentejano a conquistar tamanho desiderato.
Em 2015/16, o Basquetebol participou no 1º patamar nacional (Liga Profissional), mantendo-se o Futsal no 2º patamar (2ª Divisão Nacional) e o Futebol no 3º patamar competitivo nacional (Campeonato Portugal Prio).
Em 2017/18, as equipas seniores de Basquetebol, Futsal e Futebol voltam a estar novamente nas provas nacionais, no qual se inclui os juniores e os juvenis da modalidade de futebol, um feito tremendo para este clube do interior do país.
Esta época desportiva é a todos os tipos histórica, em virtude da equipa de Futsal ter garantido a subida à 1ª divisão nacional, o que faz do Eléctrico Futebol Clube, o único clube do interior do país, que na história do desporto em Portugal, conseguiu que duas das suas modalidades participassem na 1ª divisão nacional, algo que o Basquetebol (2015/16) já tinha conseguido.
Em 2021, o Eléctrico Futebol Clube foi certificado pela Federação Portuguesa de Futebol como Entidade Formadora 4 estrelas na modalidade de Futebol e Entidade Formadora 3 estrelas na modalidade de Futsal.
Em dezembro de 2021, o clube recebeu por parte do Instituto Português do Desporto e Juventude (IPDJ), a Bandeira da Ética, gratificação que destaca as boas práticas.
Em janeiro de 2022, a Federação Portuguesa de Futebol publicou um estudo, onde o Eléctrico Futebol Clube era o 88º clube do país com mais praticantes inscritos, com 276 atletas, sendo que 170 são de futebol e 106 de futsal.
O clube não dispõe de sede social ativa, utilizando um espaço comercial no Estádio Municipal de Ponte de Sor, denominado Loja do Eléctrico, onde estão os serviços administrativos e comerciais do clube, no sito na Rua General Humberto Delgado, em Ponte de Sor.
O Município de Ponte de Sor é o principal parceiro do clube, dando todas as condições infraestruturais e apoio financeiro para as várias modalidades do clube se potenciarem.
O clube utiliza o Estádio Municipal e o Recinto Multiusos para as equipas de futebol, o Pavilhão Municipal e o Pavilhão Gimnodesportivo para as equipas de basquetebol, futsal e judo e as Piscinas Municipais Cobertas para as equipas de natação e dança.

## História
O clube foi fundado em 1 de Abril de 1929 por Cândido Cordeiro Paula, Manuel Cordeiro Paula, José Alves Pereira e Leonel de Almeida.
O nome do clube foi sugerido pelo fundador Cândido Cordeiro, com o acordo dos três restantes, e estava relacionado com a sua ocupação profissional. Com efeito, dos 4 fundadores, dois eram funcionários da Central Eléctrica: Cândido Cordeiro e Manuel Cordeiro. Por sua vez, José Alves Pereira era empregado duma serração próxima à Central e pertencente à mesma empresa «Cândido Paula e Genros», enquanto Leonel de Almeida era empregado daquela empresa, mas na secção de refrigerantes.
Quanto ao emblema, foi escolhido um barco por representar a primeira fonte de receita do clube: dois barcos de recreio construídos pelos fundadores e que navegavam no Sor.
A sua primeira sede foi um casa situada no Campo da Restauração (atual Pensão "Serras"), cedida pela madrinha do clube D. Lucinda Serras, e o primeiro campo de futebol foi no Campo da Restauração, em frente à sede.
Os atuais estatutos do clube foram elaborados por Santana-Maia Leonardo, antigo presidente da direção, aprovados em Setembro de 1994 pela Assembleia Geral, tendo a respectiva escritura pública sido outorgada no Cartório Notarial de Avis em 3 de Abril de 1995. O Eléctrico ficou, então, legalmente constituído, encontrando-se registado no competente livro de registo de todas as Associações  sob o nº13 do ano de 1995.
O Regulamento Interno foi elaborado e aprovado pela Direção em Setembro de 2000.
Foi escolhida a raposa para mascote do clube, por ser considerado um predador pequeno mas astuto que, em quase todas as fábulas e histórias para crianças, apesar do seu tamanho, consegue quase sempre atingir os seus objetivos, passando a perna a animais bem maiores e mais poderosos. Além disso, partilha um das cores do emblema do clube (o castanho) e é um animal que não só existe no concelho como se encontra espalhado por quase todo o lado, tal como os sócios e simpatizantes do Eléctrico.
Também nesta data institucionalizou-se o grito de saudação do clube: «Alma, Eléctrico!» (solo) «É – EFE – CÊ» (todos) e a divisa do clube: «Audaces fortuna juvat» («a sorte protege os audazes»).
Com a aprovação do Regulamento Interno, ficou concluído o processo de candidatura a Instituição de Utilidade Pública, tendo o clube passado a Instituição de Utilidade Pública no dia 4 de Julho de 2001.

## Futebol

### Histórico por competição[5]
| Competição                             | Presenças | Títulos/Melhor           | Jogos | Vitórias | Empates | Derrotas | Golos Marcados | Golos Sofridos |
| -------------------------------------- | --------- | ------------------------ | ----- | -------- | ------- | -------- | -------------- | -------------- |
| Taça de Portugal                       | 29        | 3ª eliminatória (8x)     | 55    | 19       | 5       | 31       | 71             | 119            |
| 2ª Divisão/2ª Divisão Honra/ 2ª Liga   | 1         | 6º lugar Grupo 7 1949/50 | 14    | 5        | 2       | 7        | 18             | 35             |
| 3ª Divisão/2ª Divisão B/CNS/CPP/Liga 3 | 19        | 3º lugar Série D 1976/77 | 554   | 162      | 153     | 239      | 596            | 787            |
| 3ª Divisão/Campeonato de Portugal      | 4         | 1 título Série D 2005/06 | 130   | 51       | 43      | 36       | 160            | 139            |
| TOTAL Provas Nacionais                 |           |                          | 754   | 237      | 203     | 314      | 845            | 1081           |
| Campeonato AF Portalegre               | 39        | 5 títulos                | 693   | 438      | 103     | 152      |                |                |
| Taça AF Portalegre **                  | 20        | 6 títulos                | 48    | 30       | 11      | 7        | 132            | 48             |
| Supertaça AF Portalegre                | 5         | 2 títulos                | 5     | 2        | 1       | 2        | 11             | 10             |
| Taça de Honra / Torneio de Abertura    | 3         | 1 título                 | 14    | 9        | 1       | 4        | 33             | 18             |

**Dados somente a partir de 2004/2005 (Faltam 15 épocas da Taça AF Portalegre - 88/89 - 89/90 - 91/92 a 03/04)

### Todas as 62 épocas (54 consecutivas)
| Temporada | Div | Liga                                   | Pos    | Pts    | J  | V  | E  | D  | G.M. | G.S. | Dif. |
| 2023-2024 | 5   | 1ª Divisão da AF Portalegre            |        |        |    |    |    |    |      |      |      |
| 2022-2023 | 5   | 1ª Divisão da AF Portalegre            | 4º     | 11 pts | 8  | 3  | 2  | 3  | 10   | 7    | +3   |
| 2021-2022 | 5   | 1ª Divisão da AF Portalegre            | 3º     | 30 pts | 14 | 10 | 0  | 4  | 32   | 18   | +14  |
| 2020-2021 | 4   | 1ª Divisão da AF Portalegre            | 1º     | 16 pts | 6  | 5  | 1  | 0  | 15   | 6    | +9   |
| 2019-2020 | 4   | 1ª Divisão da AF Portalegre            | 4º     | 21 pts | 11 | 6  | 3  | 2  | 29   | 11   | +18  |
| 2018-2019 | 4   | 1ª Divisão da AF Portalegre            | 2º     | 35 pts | 16 | 11 | 2  | 3  | 60   | 21   | +39  |
| 2017-2018 | 3   | Campeonato Portugal Prio - Série D     | 15º    | 21 pts | 30 | 3  | 12 | 15 | 28   | 44   | -16  |
| 2016-2017 | 4   | 1ª Divisão da AF Portalegre            | 1º     | 66 pts | 26 | 21 | 3  | 2  | 89   | 19   | +70  |
| 2015-2016 | 3   | Campeonato Portugal Prio - Série G     | 10º/7º | 22 pts | 32 | 5  | 7  | 20 | 18   | 43   | -25  |
| 2014-2015 | 3   | Campeonato Nacional Seniores - Série F | 5º/5º  | 40 pts | 30 | 10 | 10 | 10 | 36   | 32   | +4   |
| 2013-2014 | 4   | 1ª Divisão da AF Portalegre            | 1º     | 59 pts | 22 | 19 | 2  | 1  | 63   | 7    | +56  |
| 2012-2013 | 4   | III Divisão - Série E                  | 4º/6º  | 26 pts | 32 | 11 | 11 | 10 | 40   | 29   | +11  |
| 2011-2012 | 4   | III Divisão - Série E                  | 7º/1º  | 31 pts | 32 | 11 | 14 | 7  | 36   | 30   | +6   |
| 2010-2011 | 3   | II Divisão B - Zona Centro             | 16º    | 13 pts | 30 | 2  | 7  | 21 | 19   | 56   | -37  |
| 2009-2010 | 3   | II Divisão B - Zona Centro             | 10º    | 40 pts | 30 | 11 | 7  | 12 | 32   | 35   | -3   |
| 2008-2009 | 3   | II Divisão - Série C                   | 8º/1º  | 24 pts | 28 | 8  | 10 | 10 | 26   | 38   | -12  |
| 2007-2008 | 3   | II Divisão - Série C                   | 3º/5º  | 36 pts | 36 | 16 | 8  | 12 | 46   | 39   | +7   |
| 2006-2007 | 3   | II Divisão - Série D                   | 9º     | 33 pts | 26 | 7  | 12 | 7  | 25   | 29   | +4   |
| 2005-2006 | 4   | III Divisão - Série D                  | 1º     | 60 pts | 32 | 17 | 9  | 6  | 40   | 29   | +11  |
| 2004-2005 | 4   | III Divisão - Série D                  | 11º    | 45 pts | 34 | 12 | 9  | 13 | 45   | 51   | -6   |
| 2003-2004 | 5   | 1ª Divisão da AF Portalegre            | 1º     | 60 pts | 24 | 19 | 3  | 2  |      |      |      |
| 2002-2003 | 5   | 1ª Divisão da AF Portalegre            | 4º     | 21 pts | 32 | 20 | 6  | 6  |      |      |      |
| 2001-2002 | 5   | 1ª Divisão da AF Portalegre            | 2º     | 64 pts | 26 | 21 | 1  | 4  |      |      |      |
| 2000-2001 | 5   | 1ª Divisão da AF Portalegre            | 5º     | 52 pts | 30 | 15 | 7  | 8  |      |      |      |
| 1999-2000 | 5   | 1ª Divisão da AF Portalegre            | 2º     | 70 pts | 30 | 23 | 1  | 6  |      |      |      |
| 1998-1999 | 5   | 1ª Divisão da AF Portalegre            | 3º     | 69 pts | 30 | 21 | 6  | 3  |      |      |      |
| 1997-1998 | 5   | 1ª Divisão da AF Portalegre            | 3º     | 65 pts | 30 | 20 | 5  | 5  |      |      |      |
| 1996-1997 | 5   | 1ª Divisão da AF Portalegre            | 5º     | 60 pts | 30 | 19 | 3  | 8  |      |      |      |
| 1995-1996 | 5   | 1ª Divisão da AF Portalegre            | 6º     | 54 pts | 30 | 17 | 3  | 10 |      |      |      |
| 1994-1995 | 5   | 1ª Divisão da AF Portalegre            | 2º     | 40 pts | 28 | 16 | 8  | 4  |      |      |      |
| 1993-1994 | 5   | 1ª Divisão da AF Portalegre            | 2º     | 36 pts | 26 | 17 | 2  | 7  |      |      |      |
| 1992-1993 | 5   | 1ª Divisão da AF Portalegre            | 3º     | 34 pts | 24 | 15 | 4  | 5  |      |      |      |
| 1991-1992 | 5   | 1ª Divisão da AF Portalegre            | 3º     | 33 pts | 24 | 14 | 5  | 5  |      |      |      |
| 1990-1991 | 5   | 1ª Divisão da AF Portalegre            | 2º     | 45 pts | 26 | 21 | 3  | 2  |      |      |      |
| 1989-1990 |     | Liguilha 3ª Divisão / Distritais       |        | 0 pts  | 1  | 0  | 0  | 1  | 0    | 1    | -1   |
| 1989-1990 | 4   | 1ª Divisão da AF Portalegre            | 2º     | 36 pts | 26 | 15 | 6  | 5  |      |      |      |
| 1988-1989 | 4   | 1ª Divisão da AF Portalegre            | 2º     | 40 pts | 30 | 16 | 8  | 6  |      |      |      |
| 1987-1988 | 3   | III Divisão - Série E                  | 19º    | 20 pts | 38 | 6  | 8  | 24 | 25   | 73   | -48  |
| 1986-1987 | 3   | III Divisão - Série D                  | 10º    | 28 pts | 30 | 9  | 10 | 11 | 35   | 34   | +1   |
| 1985-1986 | 3   | III Divisão - Série D                  | 11º    | 26 pts | 30 | 8  | 10 | 12 | 30   | 32   | -2   |
| 1984-1985 | 3   | III Divisão - Série D                  | 8º     | 30 pts | 30 | 11 | 8  | 11 | 34   | 33   | +1   |
| 1983-1984 | 4   | 1ª Divisão da AF Portalegre            | 1º     | 29 pts | 16 | 13 | 3  | 0  |      |      |      |
| 1982-1983 | 4   | 1ª Divisão da AF Portalegre            | 6º     | 14 pts | 16 | 5  | 4  | 7  |      |      |      |
| 1981-1982 | 4   | 1ª Divisão da AF Portalegre            | 2º     | 25 pts | 14 | 12 | 1  | 1  |      |      |      |
| 1980-1981 | 4   | 1ª Divisão da AF Portalegre            | 3º     | 16 pts | 12 | 7  | 2  | 3  |      |      |      |
| 1979-1980 | 4   | 1ª Divisão da AF Portalegre            | 2º     | 24 pts | 14 | 12 | 0  | 2  |      |      |      |
| 1978-1979 | 3   | III Divisão - Série D                  | 15º    | 17 pts | 30 | 6  | 5  | 19 | 29   | 76   | -47  |
| 1977-1978 | 3   | III Divisão - Série D                  | 9º     | 28 pts | 30 | 9  | 10 | 11 | 37   | 33   | +4   |
| 1976-1977 | 3   | III Divisão - Série D                  | 3º     | 40 pts | 30 | 18 | 4  | 8  | 51   | 30   | +21  |
| 1975-1976 | 3   | III Divisão - Série C                  | 7º     | 42 pts | 38 | 16 | 10 | 12 | 53   | 48   | +5   |
| 1974-1975 | 3   | III Divisão - Série C                  | 11º    | 38 pts | 36 | 14 | 10 | 12 | 45   | 40   | +5   |
| 1973-1974 | 4   | 1ª Divisão da AF Portalegre            | 1º     | 7 pts  | 4  | 3  | 1  | 0  | 12   | 5    | +7   |
| 1972-1973 | 4   | 1ª Divisão da AF Portalegre            | 2º     | 10 pts | 6  | 5  | 0  | 1  | 34   | 1    | +33  |
| 1971-1972 | 4   | 1ª Divisão da AF Portalegre            | 2º     | 5 pts  | 6  | 2  | 1  | 3  |      |      |      |
| 1970-1971 | 4   | 1ª Divisão da AF Portalegre            | 2º     | 5 pts  | 4  | 2  | 1  | 1  | 6    | 1    | +5   |
| 1954-1955 | 4   | 1ª Divisão da AF Portalegre            | 4º     | 2 pts  | 6  | 1  | 0  | 5  |      |      |      |
| 1953-1954 | 4   | 1ª Divisão da AF Portalegre            | 2º     | 8 pts  | 4  | 2  | 0  | 2  |      |      |      |
| 1952-1953 | 4   | 1ª Divisão da AF Portalegre            | 6º     | 14 pts | 10 | 1  | 2  | 7  |      |      |      |
| 1951-1952 | 3   | 3ª Divisão Nacional - Grupo 6          | 6º     | 6 pts  | 10 | 2  | 2  | 6  | 9    | 32   | -23  |
| 1951-1952 | 4   | 1ª Divisão da AF Portalegre            | 5º     | 16 pts | 10 | 3  | 0  | 7  |      |      |      |
| 1950-1951 | 3   | 3ª Divisão Nacional - Grupo 7          | 6º     | 4 pts  | 10 | 1  | 2  | 7  | 17   | 41   | -24  |
| 1950-1951 | 4   | 1ª Divisão da AF Portalegre            | 5º     | 5 pts  | 10 | 2  | 1  | 7  |      |      |      |
| 1949-1950 | 2   | 2ª Divisão Nacional - Grupo 7          | 6º     | 12 pts | 14 | 5  | 2  | 7  | 18   | 35   | -17  |
| 1948-1949 | 4   | 1ª Divisão da AF Portalegre            | 2º     | 7 pts  | 6  | 3  | 1  | 2  |      |      |      |
| 1947-1948 | 4   | 1ª Divisão da AF Portalegre            | 4º     | 4 pts  | 6  | 1  | 2  | 3  |      |      | x    |

### Plantel
Época 2023/2024

### Futebol de Formação
| Escalão   | Campeonato | 2ª Divisão | Taça AFP | Supertaça | Torneio Abertura | Torneio Encerramento | Torneio Centenário | Torneio Extra AFL |
| --------- | ---------- | ---------- | -------- | --------- | ---------------- | -------------------- | ------------------ | ----------------- |
| Juniores  | 4          |            | 5        | 2         | 4                |                      |                    |                   |
| Juvenis   | 8          |            | 3        | 1         | 2                | 1                    |                    |                   |
| Iniciados | 6          | 1          | 2        |           |                  |                      | 1                  | 1                 |
| Infantis  | 7          | 2          | 2        |           |                  |                      |                    |                   |
| Benjamins | 7          |            | 2        |           |                  |                      | 1                  |                   |
| TOTAIS    | 32         | 3          | 14       | 3         | 6                | 1                    | 2                  | 1                 |

## Futsal

### Presenças
| Competição               | Nº Presenças | Títulos                                  |
| ------------------------ | ------------ | ---------------------------------------- |
| 1ª Divisão               | 5            | Melhor: 3º lugar - Playoff: Meias-Finais |
| 2ª Divisão               | 3            | Melhor: Vice Campeão Nacional            |
| 3ª Divisão               | 6            | Melhor: 3º lugar Série C (2x)            |
| Campeonato AF Portalegre | 3            | 2 títulos                                |
| Taça AF Portalegre       | 3            | 2 títulos                                |
| Supertaça AF Portalegre  | 3            | 2 títulos                                |
| Taça de Portugal         | 13           | Melhor: 1/4 final (2x)                   |
| Taça da Liga             | 5            | Melhor: 1/2 final (3x)                   |
| Supertaça                | 0            |                                          |

### Histórico por competição[6]
|                                    | Jogos | Vitórias | Empates | Derrotas | Golos Marcados | Golos Sofridos |
| ---------------------------------- | ----- | -------- | ------- | -------- | -------------- | -------------- |
| 1ª Divisão                         | 134   | 57       | 17      | 60       | 418            | 428            |
| Taça de Portugal                   | 28    | 13       | 2       | 13       | 102            | 105            |
| Taça da Liga                       | 9     | 3        | 1       | 5        | 17             | 29             |
| 2ª Divisão Nacional                | 81    | 35       | 11      | 35       | 321            | 278            |
| 3ª Divisão Nacional                | 151   | 82       | 22      | 47       | 651            | 501            |
| Campeonato Distrital AF Portalegre | 58    | 50       | 5       | 3        | 324            | 97             |
| Taça da AF Portalegre              | 15    | 12       | 1       | 2        | 76             | 36             |
| Supertaça da AF Portalegre         | 3     | 2        | 0       | 1        | 16             | 7              |
| TOTAIS                             | 479   | 254      | 59      | 166      | 1925           | 1481           |

### Todas as épocas
| Temporada | Div | Liga                        | Pos    | PlayOffs  | Pts    | J  | V  | E | D  | G.M. | G.S. | Dif. |
| 2023-2024 | 1   | I Divisão - Liga Placard    |        |           |        |    |    |   |    |      |      |      |
| 2022-2023 | 1   | I Divisão - Liga Placard    | 5º     | 1/4 final | 38 pts | 25 | 12 | 2 | 11 | 73   | 66   | +7   |
| 2021-2022 | 1   | I Divisão - Liga Placard    | 3º     | 1/2 final | 54 pts | 31 | 17 | 3 | 11 | 95   | 74   | +21  |
| 2020-2021 | 1   | I Divisão - Liga Placard    | 9º     |           | 39 pts | 30 | 11 | 6 | 13 | 92   | 113  | -21  |
| 2019-2020 | 1   | I Divisão - Liga Placard    | 10º    |           | 25 pts | 20 | 8  | 1 | 11 | 67   | 75   | -8   |
| 2018-2019 | 1   | I Divisão - Liga SportZone  | 8º     | 1/4 final | 32 pts | 28 | 9  | 5 | 14 | 91   | 100  | -9   |
| 2017-2018 | 2   | II Divisão - Série D        | 2º     |           | 63 pts | 30 | 20 | 3 | 7  | 141  | 74   | +67  |
| 2016-2017 | 3   | 1ª Divisão da AF Portalegre | 1º     |           | 51 pts | 20 | 16 | 3 | 1  | 106  | 36   | +70  |
| 2015-2016 | 2   | II Divisão - Série E        | 10º/9º |           | 14 pts | 26 | 4  | 2 | 20 | 74   | 120  | -46  |
| 2014-2015 | 2   | II Divisão - Série D        | 6º/4º  |           | 39 pts | 25 | 11 | 6 | 8  | 106  | 84   | +22  |
| 2013-2014 | 3   | III Divisão - Série C       | 4º     |           | 52 pts | 24 | 16 | 4 | 4  | 106  | 62   | +44  |
| 2012-2013 | 3   | III Divisão - Série C       | 3º     |           | 50 pts | 26 | 15 | 5 | 6  | 108  | 91   | +17  |
| 2011-2012 | 3   | III Divisão - Série C       | 3º     |           | 51 pts | 26 | 16 | 3 | 7  | 128  | 84   | +44  |
| 2010-2011 | 3   | III Divisão - Série C       | 4º     |           | 45 pts | 26 | 13 | 6 | 7  | 94   | 76   | +18  |
| 2009-2010 | 3   | III Divisão - Série C       | 5º     |           | 34 pts | 23 | 11 | 1 | 11 | 103  | 90   | +13  |
| 2008-2009 | 3   | III Divisão - Série C       | 9º     |           | 36 pts | 26 | 11 | 3 | 12 | 112  | 98   | +14  |
| 2007-2008 | 4   | 1ª Divisão da AF Portalegre | 1º     |           | 63 pts | 22 | 21 | 0 | 1  | 107  | 35   | +72  |
| 2006-2007 | 4   | 1ª Divisão da AF Portalegre | 2º     |           | 41 pts | 16 | 13 | 2 | 1  | 101  | 26   | +75  |

### Futsal de Formação
| Escalão   | Campeonato | Taça AFP | Supertaça | Torneio Abertura | Torneio Encerramento |
| --------- | ---------- | -------- | --------- | ---------------- | -------------------- |
| Juniores  | 1          | 1        | 1         | 1                | 1                    |
| Juvenis   | 2          |          |           |                  | 1                    |
| Iniciados | 1          |          |           |                  |                      |
| Infantis  | 2          | 3        | 1         |                  |                      |
| Benjamins |            |          |           |                  |                      |
| TOTAIS    | 6          | 4        | 2         | 1                | 2                    |

## Basquetebol

### Presenças
| Competição                    | Nº Presenças | Títulos                   |
| ----------------------------- | ------------ | ------------------------- |
| Liga Profissional             | 3            | Melhor: 9º em 2016/17     |
| Proliga                       | 12           | Melhor: Finalista Vencido |
| CNB1                          | 8            | Melhor: Finalista Vencido |
| CNB2                          | 1            | Melhor: 2º zona sul       |
| Taça de Portugal              | 16           | Melhor: 1/4 final (2x)    |
| Taça Hugo dos Santos          | 0            |                           |
| Supertaça                     | 0            |                           |
| Troféu António Pratas/Proliga | 9            | 1 título                  |
| Taça Federação/Proliga        | 1            | Melhor: 1/2 finais        |

### Histórico por competição[7]
|                        | Jogos | Vitórias | Empates | Derrotas |
| ---------------------- | ----- | -------- | ------- | -------- |
| Liga Profissional      | 100   | 25       |         | 75       |
| Proliga                | 307   | 152      |         | 155      |
| CNB1                   | 126   | 86       | 2       | 38       |
| CNB2                   |       |          |         |          |
| Taça de Portugal       | 28    | 12       |         | 16       |
| Troféu António Pratas  | 29    | 17       |         | 12       |
| Taça Federação/Proliga | 1     |          |         | 1        |

### Últimas 20 épocas
| Temporada | Div | Liga                    | Pos | PlayOffs       | Pts    | J  | V  | E | D  |
| 2023-2024 | 3   | CNB 1 - Zona Centro Sul |     |                |        |    |    |   |    |
| 2022-2023 | 2   | Proliga - Zona Norte    | 15º |                | 20 pts | 22 | 6  |   | 16 |
| 2021-2022 | 2   | Proliga - Zona Norte    | 10º |                | 23 pts | 22 | 10 |   | 12 |
| 2020-2021 | 2   | Proliga - Zona Sul      | 6º  | 1ª             | 23 pts | 15 | 8  |   | 7  |
| 2019-2020 | 2   | Proliga                 | 9º  |                | 32 pts | 22 | 10 |   | 12 |
| 2018-2019 | 2   | Proliga - Zona Sul      | 13º |                | 38 pts | 28 | 10 |   | 18 |
| 2017-2018 | 1   | Liga Profissional       | 12º |                | 37 pts | 32 | 5  |   | 27 |
| 2016-2017 | 1   | Liga Profissional       | 9º  |                | 43 pts | 32 | 11 |   | 21 |
| 2015-2016 | 1   | Liga Profissional       | 10º |                | 45 pts | 36 | 9  |   | 27 |
| 2014-2015 | 2   | Proliga                 | 2º  | Final          | 36 pts | 28 | 20 |   | 8  |
| 2013-2014 | 2   | Proliga                 | 4º  | 1ª             | 35 pts | 24 | 14 |   | 10 |
| 2012-2013 | 2   | Proliga                 | 3º  | Meias Finais   | 36 pts | 27 | 20 |   | 7  |
| 2011-2012 | 2   | Proliga                 | 5º  | 1ª             | 34 pts | 27 | 14 |   | 13 |
| 2010-2011 | 2   | Proliga                 | 8º  | 1ª             | 31 pts | 27 | 11 |   | 16 |
| 2009-2010 | 2   | Proliga                 | 4º  | Meias Finais   | 35 pts | 31 | 18 |   | 13 |
| 2008-2009 | 2   | Proliga                 | 7º  | 1ª             | 43 pts | 34 | 11 |   | 23 |
| 2007-2008 | 3   | CNB 1 - Zona Sul        | 1º  | Final Nacional | 38 pts | 28 | 23 | 1 | 4  |
| 2006-2007 | 3   | CNB 1 - Zona Sul        | 1º  | Final Sul      | 36 pts | 26 | 19 |   | 7  |
| 2005-2006 | 3   | CNB 1 - Zona Sul        | 4º  | 1ª             | 29 pts | 20 | 11 | 1 | 8  |
| 2004-2005 | 3   | CNB 1 - Zona Sul        | 3º  | Final Sul      | 37 pts | 28 | 19 |   | 9  |
| 2003-2004 | 3   | CNB 1 - Zona Sul        | 6º  | 1ª             | 35 pts | 24 | 14 |   | 10 |

### Treinadores

#### Foram treinadores da época sénior de Futebol desde o renascimento em 1970:
Artur Guimarães (1970/71)
Manuel Henrique Cardoso (1971/72)
Flores (1972/73)
Vítor Mateus (1973/74)
Emídio Graça (1974/75, 1975/76)
Manuel Dias Ferreira "Castela" (1975/76, 1976/77)
Alberto Monteiro "Du Fialho" (1977/78)
Manuel Henrique Cardoso (1978/79)
Manuel Pedra e António Pita (1978/79)*Interinos
Emídio Graça (1979/80)
Nelson de Jesus (1980/81)
Fernando Colorado (1981/82)
Manuel Dias Ferreira "Castela" (1982/83)
Rui Oliveira (1983/84, 1984/85, 1985/86)
Gabriel Gaspar (1986/87, 1987/88)
Fernando Catinana (1987/88)
Paulo Rocha (1988/89 a 1993/94);
Vítor Martins (1993/94 a 1996/97);
Armindo Pereira (1997/98);
Vítor Martins (1998/99 a 1999/2000);
Rui Maside (2000/2001 a 2004/2005 até Janeiro de 2005);
Vítor Nozes (2004/2005 - Janeiro de 2005 a 2006/07);
Francisco Barão (2007/08 a 2008/09);
Amândio Barreiras (2009/10);
Emanuel Baleizão (2010/11 até Novembro de 2010);
Amândio Barreiras (2010/11 - Novembro 2010)
José Vasques (2011/2012 até Janeiro 2012);
Rui Fonseca (2011/12 - Janeiro 2012);
Américo Rosa (2012/13 a 2013/14);
Bruno Pinheiro (2014/15 a 2015/16 até Setembro 2015);
Fernando Costa (2015/16 Setembro a Dezembro 2015);
Marco Tábuas (2015/16 Dezembro a Março 2016);
José Martins "Tomar" (2015/16 Abril a Maio 2016);
Pedro Canário (2016/17 a 2017/18 até Dezembro 2017);
Pedro Duarte (2017/18 - Dezembro de 2017);
Hugo Lopes (2018/19 a 2019/2020);
Emanuel Baleizão (2020/2021 ....)

#### Foram treinadores da época sénior de Futsal desde a sua fundação em 2006:
Quintino Vivas (2006/2007);
Francisco Aragonez (2007/2008 a 2015/2016);
Jorge Fernandes (2016/2017);
José Feijão (2017/18 a 2018/19 até Outubro 2018); *Luís Alves Interino
Kitó Ferreira (2018/19 - Outubro 2018 a 2020/2021);
João Freitas Pinto (2021/2022 a...)

#### Foram treinadores da época sénior de Basquetebol desde 1986:
Manuel Semedo (1986/87 a 1995/96 e 1998/99 a 2003/04);
Valentyn Melnychuk (1996/97 a 1997/98);
Andrii Melnychuk (2004/05 a 2016/17);
Marco Galego (2017/18);
Artur Cruz (2018/19);
José Calabote (2019/20 até novembro 2019); *Paulo Raminhos interino
Carlos Oliveira (2019/20 - novembro 2019);
Paulo Raminhos (2020/21 a 2021/22)
Ricardo Silvestre *Interino (2022/23 a novembro)
Jaime Brito da Torre (2022/23 novembro a dezembro)
Paulo Raminhos (2022/23 janeiro a abril)
Mário Amaral (2023/2024 a...)

### Presidentes do clube
O primeiro presidente do clube foi Jacinto da Silva.
Entre 1 de Abril de 1929 e Setembro de 1957, foram presidentes da direcção do Eléctrico:
- Jacinto da Silva;
- Primo Pedro da Conceição;
- Joaquim Figueira;
- Francisco Marçal da Rosa;
- Mariano Sabino dos Santos;
- João Garcia;
- Veríssimo Barata;
- João da Cruz;
- Manuel Garcia;
- Agostinho Marques;
- José de Matos Fernandes.

O clube esteve sem atividade entre Setembro de 1957 e 27 de Maio de 1970, data em que renasceu na célebre Assembleia realizada na garagem de David Maside e por iniciativa  de Álvaro Cortiço Simões, José de Oliveira Esteves e Severino Serra Gabriel.
Entre 27 de Maio de 1970 até ao momento, foram presidentes do Eléctrico:
- Manuel Ivo Clemente (27/5/70 a 6/8/74);
- Hélder Garcia Barata de Oliveira (7/8/74 a 14/7/75 e 1/8/76 a 1/8/77);
- José Maria Varela Garcia de Oliveira (14/7/75 a 1/8/76);
- António Cortiço Silva (1/8/77 a 28/8/78);
- Américo Rodrigues Sousa (28/8/78 a 8/10/81);
- Normando Esteves Gandum (8/10/81 a 5/8/83);
- João Pereira Gil (5/8/83 a 3/7/85);
- Ilídio Manuel Nunes Pinto Cardoso (3/7/85 a 11/7/86);,
- João Eduardo Correia Tomé (11/7/86 a 17/5/90);
- José Pereira Matos (17/5/90 a 24/7/92);
- Simão Dias dos Santos (24/7/92 a 2/8/96);
- Manuel Galinha São João (2/8/96 a 3/4/98);
- Lino Marçal Godinho (3/4/98 a 29/5/98);
- Francisco Manuel Lopes Alexandre (29/5/98 a 1/7/2000);
- António Manuel de Santana-Maia Leonardo (1/7/2000 a 15/6/2004)
- Américo Farinha Pereira (15/6/2004-27/9/2014)
- José Carlos Alves Martins Lobato (27/9/2014 a 03/7/2020)
- Vítor Manuel de Sousa Cardoso Martins (03/7/2020 a ...)

### Modalidades praticadas
O clube tem cerca de 700 sócios e 6 modalidades desportivas no ativo: Futebol, Basquetebol, Futsal, Natação, Judo e Dança.

### Palmarés do clube

#### FUTEBOL
SENIORES
·  Campeão Nacional da 3ª Divisão Nacional - série D na época de 2005/06
·  Campeão Distrital da AFP nas épocas de 1973/74, 1983/84, 2003/04, 2013/14 e 2016/17
·  Vencedor da Taça da AFP nas épocas de 1988/89, 1991/92, 2002/03, 2013/14, 2016/17, 2018/19 e 2024/25
·  Vencedor da Supertaça "Comendador Rui Nabeiro" da AFP nas épocas de 2003/04 e 2018/19
·  Campeão Distrital de Reservas da AFP na época de 1948/49
·  Vencedor da Taça Disciplina da AFP em 1989/90, 91/92, 92/93, 01/02, 02/03 e 03/04
·  1 Presença no Campeonato Nacional da IIª Divisão na época de 1949/50 (Melhor: 6º lugar no grupo 7 em 1949/50)
·  19 Presenças no Campeonato Nacional da 3ª Divisão/2ª Divisão B/CNS/ CPP/Liga 3 (Melhor: 3º lugar na série D em 1976/77)
·  4 Presenças no Campeonato Nacional da 3ª Divisão/Campeonato de Portugal (Melhor: 1º lugar na série D em 2005/06)
·  29 Presenças na Taça de Portugal (Época 1985/86: EFC 1 -Sporting 2)-(Melhor classificação: 3ª eliminatória em 75/76; 76/77; 77/78; 90/91; 03/04; 05/06; 06/07;12/13)
·  Pachá Gonçalves representa a Selecção Distrital de Sub-23 e vence a Fase Nacional da Taça das Regiões da UEFA (2003/04)
·  Gonçalo Pires é convocado para os treinos da Seleção Nacional de Sub-20 (época de 2004/05)
·  Nuno Tomás é convocado para os treinos da Seleção Nacional de Sub-20 (época 2014/15)
JUNIORES
·  Campeão Distrital da AFP nas épocas de 2005/06, 2008/09, 2010/2011 e 2016/17
·  Vencedor da Taça da AFP nas épocas de 2005/06, 2007/2008, 2014/15, 2016/17 e 2018/19
·  Vencedor da Supertaça da AFP nas épocas de 2016/17 e 2018/19
·  Vencedor do Torneio de Preparação/Abertura na época de 2007/2008, 2014/15, 2016/17 e 2018/19
·  Vencedor da Taça Disciplina da AFP em 1985/86, 2000/2001, 2007/2008 e 2008/2009, 2010/2011  2012/2013
·  5 Presenças no Campeonato Nacional da 2ª Divisão de Juniores (melhor classificação: 10º lugar na série C na época de 2009/2010)
·  Álvaro Silva e João Santos são convocados para os treinos da  Seleção Nacional de Juniores (época de 1975/76)
JUVENIS
·  Campeão Distrital nas épocas de 1980/81, 1999/00, 2007/08, 2009/2010, 2011/12, 2014/15, 2016/17 e 2018/19
·  Vencedor da Taça da AFP nas épocas de 2002/03, 2006/2007 e 2016/17
·  Vencedor da Supertaça da AFP na época de 2014/15
·  Vencedor do Torneio de Abertura na época de 2014/15 e 2016/17
·  Vencedor do Torneio de Encerramento na época de 2016/17
·  Vencedor da Taça Disciplina da AFP em 2003/04 e 2009/2010
·  8 Presenças no Campeonato Nacional de Juvenis (melhor classificação: 7º lugar na série C na época de 2012/2013)
·  3 Presenças na Taça Nacional de Juvenis
·  Miguel Gonçalves "Paéco" chamado para os treinos da Seleção Nacional de Sub-16 (época 2010/2011)
INICIADOS
·  Campeão Distrital da AFP nas épocas de 1978/79, 1979/80, 1996/97, 2004/05, 2012/13 e 2015/16
·  Vencedor da Taça da AFP na época 2010/2011 e 2013/14
·  8 Presenças no Campeonato Nacional de Iniciados (melhor classificação: 4º lugar na série D na época de 2005/06)
·  3 Presenças na Taça Nacional de Iniciados
·  Vencedor do Campeonato Distrital da 1ª Divisão (equivalente à 2ª Divisão) na época de 2005/2006
·  Vencedor do Torneio Extraordinário da AF Leiria na época 2007/08
·  Vencedor do Torneio Centenário da AFP na época 2010/11
·  Vencedor da Taça Disciplina da AFP em 2010/11 e 2012/13
·  Rodrigo Miguel chamado para os treinos da Seleção Nacional de Sub-15 (época de 2006/2007)
INFANTIS
·  Campeão Distrital da AFP nas épocas 2007/2008(Série B), 2008/2009(Série A), 2009/2010(Série B), 2011/12(Série B e Série C), 2012/13 (Série B) e 2014/15 (Categoria Sub-12)
·  Vencedor da Taça da AFP nas épocas 2011/12 e 2014/15
·  Vencedor do Campeonato Distrital da 2ª Divisão na variante de futebol de 9 na época de 2015/2016
·  Vencedor do Campeonato Distrital da 2ª Divisão na variante de futebol de 7 na época de 2002/2003
·  Campeão Distrital na variante de futebol de 7 na época de 1997/98 (Prova Experimental)
BENJAMINS/ESCOLAS
·  Campeão Distrital da AFP nas épocas 2006/07(Série B), 2008/09(Série C), 2009/10(Série C), 2010/11(Série C), 2011/12(Série B e Série C) e 2012/13 (Série B)
·  Vencedor da Taça da AFP nas épocas 2006/07 e 2010/11
·  Vencedor do Torneio Centenário da AF Portalegre na época 2010/11
FUTEBOL FEMININO
·  Vencedor da Taça Disciplina da AFP em 2003/04
·  Carolina consegue a sua primeira internacionalização pela Seleção Nacional de Sub-19, no total de 11 neste escalão em representação do clube (época de 2004/05)
·  Carolina consegue a sua primeira internacionalização pela Seleção Nacional de Sub-18 (época de 2004/05)
·  Zaida Martins convocada para os treinos da Seleção Nacional de Sub-19 (época de 2006/07)

#### FUTSAL
SENIORES
-  5 Presenças no Campeonato Nacional da 1ª Divisão/Liga Sportzone (melhor classificação: 3º lugar na 1ª fase/ meias finais nos playoff em 2021/2022)
-  3 Presenças no Campeonato Nacional da 2ª Divisão (melhor classificação: Vice-campeão nacional da 2ª divisão / 1º lugar na 1ª fase série E / 1º lugar na 2ª fase apuramento de campeão Zona Sul em 2017/2018)
- 6 Presenças no Campeonato Nacional da 3ª Divisão (melhor classificação: 3º lugar em 2011/12 e 2012/13 na série C)
-  13 Presenças na Taça de Portugal - (Melhor Classificação: 1/4 final em 2019/20 e 2021/22)
-  5 Presenças na Taça da Liga - (Sporting - 3 Eléctrico - 3 (4-5 gp))  (Melhor Classificação: 1/2 finais em 2018/19, 2019/20 e 2021/22)
-  Campeão Distrital da AFP nas épocas de 2007/2008 e 2016/2017
-  Vencedor da Taça da AFP nas épocas de 2007/2008 e 2016/2017
-  Vencedor da Supertaça da AFP nas épocas de 2007/08 e 2016/17
- Bruno Graça e Silvestre Ferreira chamados aos treinos da seleção nacional de sub-21 e ao duplo compromisso em outubro com a República Checa, em novembro com a Espanha e em dezembro com a Rússia (2019/20)
- Henrique Vicente chamado aos treinos da seleção nacional de sub-21 e ao duplo compromisso com a Rússia (2019/2020)
- André Correia chamado aos treinos da seleção principal de Portugal (2020/21)
- Daniel Airoso chamado à seleção principal do Brasil para disputar a Copa América (2021/22)
- Peixinho, Gustavo Rodrigues, Célio Coque e Hugo Neves chamados aos treinos da seleção nacional de sub-21 e ao duplo compromisso em março diante da Espanha (2021/22). Curiosidade para o dia 29 de março, em que Portugal perde 2-3, com os golos a serem apontados por Célio Coque e Hugo Neves.
- Hugo Neves chamado à seleção principal de Portugal para duplo compromisso em abril diante da Bélgica (2021/22)
- Simi Saiotti chamado à seleção principal da Geórgia para disputar a 𝘛𝘩𝘳𝘦𝘦 𝘕𝘢𝘵𝘪𝘰𝘯𝘴 𝘊𝘶𝘱 que decorre em Riga, na Letónia (2022/23)
- Simi Saiotti chamado à seleção principal da Geórgia para disputar jogos de qualificação para o Mundial de 2024 (2023/24)
SENIORES FEMININOS
- Campeão Distrital da AFP na época  2015/2016
- Vencedor da Taça da AFP na época 2016/2017
- Vencedor da Supertaça da AFP na época  2015/2016, 2016/2017 e 2017/2018)
- Vencedor do Torneio de Encerramento na época 2016/2017
- Vencedor da Taça Disciplina da AFP na época 2015/2016
- 1 Participação na Taça Nacional da categoria em 2015/2016
-  Maria Lourenço chamada aos treinos da seleção nacional de sub-17 feminina (2021/22)
-  Maria Lourenço foi convocada para o Estágio de Preparação da Seleção Nacional Futsal Feminina Sub-17, em Lugo (Espanha), entre os dias 25 e 29 de Junho. (2022/2023)
- Maria Lourenço consegue a sua primeira internacionalização pela Seleção Nacional de Sub-17, no total de 2, em representação do clube (na época 2022/2023)
- Maria Lourenço foi convocada para o Estágio de Preparação da Seleção Nacional Futsal Feminina Sub-19, em Rio Maior, entre os dias 15 e 18 de outubro (2023/2024)
- Maria Lourenço foi convocada para o Estágio de Preparação da Seleção Nacional Futsal Feminina Sub-19, no Luso, entre os dias 14 e 17 de janeiro (2023/2024)
JUNIORES
- 1 Presença no Campeonato Nacional de Juniores na época 2014/15 (melhor classificação: 4º lugar na zona sul de manutenção na época de 2014/2015)
- Campeão Distrital da AFP na época 2013/2014
- Vencedor da Taça da AFP na época 2013/2014
- Vencedor da Supertaça da AFP na época 2013/2014
- Vencedor do Torneio de Abertura da AFP na época 2013/2014
- Vencedor do Torneio de Encerramento da AFP na época 2014/2015
- Vencedor do Playoff de acesso à Taça Nacional da AFP nas épocas de 2018/2019 e 2019/2020
- Vencedor da Taça Disciplina da AFP na época 2013/2014 e 2015/2016
- 2 Presenças na Taça Nacional de Juniores (Melhor: Apurado para a 2ª fase em 2013/14)
- 1 Presença no Campeonato Distrital da AF Santarém em 2012/13 (Melhor Classificação: 5º lugar em 2012/2013)
- 1 Presença na Taça do Ribatejo em 2012/13 (Melhor Classificação: 1ª eliminatória em 2012/2013)
- Diogo Basílio chamado aos treinos da Seleção Nacional de Sub-18 na época 2013/2014
- Diogo Basílio chamado aos treinos da Seleção Nacional de Sub-19 na época 2014/2015
- Diogo Basílio consegue a sua primeira internacionalização pela Seleção Nacional de Sub-19, no total de 2, em representação do clube (época de 2014/2015)JUVENIS
-   Campeão Distrital da AFP nas épocas de 2012/2013 e 2015/2016
-   Vencedor do Torneio de Encerramento da AFP na época 2016/2017
-   2 Presenças na Taça Nacional de Juvenis (Melhor Classificação: 3ª lugar na 1ª fase da série F em 2012/13)
-   1 Presença no Campeonato Distrital da AF Santarém em 2011/12 (Melhor Classificação: 5º lugar em 2011/2012)
-   1 Presença na Taça do Ribatejo em 2011/12 (Melhor Classificação: Final Four em 2011/2012)INICIADOS
-  Campeão Distrital da AFP na época de 2022/23
-  2 Presenças na Taça Nacional de Iniciados (Melhor Classificação: 3ª lugar na 1ª fase da série E em 2021/22)
-   3 Presenças no Campeonato Distrital da AF Santarém em 2011/12, 2012/13 e 2016/17 (Melhor Classificação: 3º lugar em 2016/2017)INFANTIS
-  Campeão Distrital da AFP na época de 2019/2020 e 2021/22 
-  Vencedor da Taça da AFP nas épocas 2019/2020, 2021/22 e 2022/2023
-  Vencedor da Supertaça da AFP na época 2019/2020
-   2 Presenças no Campeonato Distrital da AF Santarém em 2015/16 e 2016/17 (Melhor Classificação: 1º lugar na série B em 2015/16)
BENJAMINS
-   1 Presença no Campeonato Distrital da AF Santarém em 2016/17 (Melhor Classificação: 7º lugar em 2016/2017)

#### BASQUETEBOL
SENIORES
·     3 presenças na Liga Profissional (Melhor classificação: 9º lugar na época 2016/17)
·     16 presenças na Taça de Portugal (2 Presenças históricas na final a 8 da Taça: 1/4 de Final – EFC- 62/V. Guimarães- 95 em 2010/2011 e EFC- 81/ Galitos - 86 em 2017/2018)
·     Vencedor do Troféu António Pratas/Proliga na época 2013/2014
·     12 presenças no Campeonato da Proliga (Melhor classificação: Final do Playoff na época 2014/15 perdida para o Dragon Force FC)
·     8 presenças no Campeonato Nacional da IIª Divisão A/ CNB 1 (Melhor Classificação: 2º lugar em 2007/08)
·     1 presença no Campeonato Nacional da IIª Divisão B/ CNB 2 (Melhor Classificação: 2º lugar na zona sul em 1999/00)
·     Campeão da Zona Sul do Campeonato Nacional 1(CNB1) na época 2007/2008
·     Campeão da Zona Sul da Fase Regular do Campeonato Nacional 1(CNB1) na época de 2006/2007
·     André Miguéns convocado para a Seleção Nacional de Sub-20 que disputou o Campeonato da Europa da categoria, na Bósnia, em 2014, em representação do clube
·     Diogo Ventura e João Torrié chamados aos treinos da Seleção Nacional A na época 2016/17
·     Paulo Caldeira convocado para a Seleção Nacional de Sub-20 que disputou o Campeonato da Europa da categoria, divisão B, na Bulgária, em 2018, em representação do clube
SENIORES FEMININOS
·     Vencedor da Taça Alentejo na época 2017/2018JUNIORES A sub-20 (MASC.)
·     Campeão Distrital nas épocas de 1996/97, 1997/98, 2007/2008, 2008/2009
·     Vencedor da Taça Nacional na época 2007/2008
·     3º classificado do Campeonato Nacional Zona Sul em 2008/2009
JUNIORES B sub-18 (MASC.)
·     Campeão Distrital na época de 2001/02, 2005/06, 2006/2007
·     3º classificado do Campeonato Nacional Zona Sul em 2006/2007
JUNIORES sub-19 (FEM.)
·     Campeão Regional na época de 2011/12, 2013/14, 2015/16 e 2016/17
·     5º lugar na Taça Nacional na época 2013/14
CADETES sub-16 (MASC.)
·     Campeão Distrital na época de 2003/04
·     Vencedor do Torneio de Abertura na época de 2010/11
·     Vice-campeão da Taça Nacional na época de 2004/05
·     Guilherme Fernandes chamado aos treinos da Seleção Nacional de Sub-15
CADETES sub-16 (FEM.)
·     Campeão Regional na época de 2010/11 e 2011/12
·     Vencedor do Torneio de Abertura na época de 2010/11
·     3º classificado da Taça Nacional na época de 2004/05
·     Inês Santos chamada aos treinos da Seleção Nacional de Sub-16
INICIADOS sub-14 (MASC.)
·     Campeão Distrital nas épocas de 1997/98, 2001/02 e 2002/03
INICIADOS sub-14 (FEM.)
·     Campeão Distrital nas épocas de 2000/01, 2001/02 e 2009/2010
·     Campeão Regional na época de 2010/11 e 2011/12
·     Vencedor do Torneio de Abertura na época de 2010/11
·     4º classificado na Fase Final do Torneio Nacional em 2008/2009
INFANTIS (MASC.)
·     Campeão Distrital na época 2007/2008 e 2008/2009
INFANTIS (FEM.)
·     Campeão Distrital na época 2007/2008

MINIS (FEM.)
·      Campeão Distrital na época 2005/2006

#### NATAÇÃO
·    Campeão Nacional de Clubes da 4ª Divisão no Setor Masculino em 2013
·    Jorge Lima sagrou-se campeão nacional em 200m bruços no Masters de Inverno em 2017
·    Helena Florindo campeã zonal sul de infantis, na categoria de 800 metros livres, em 2019
·   Jorge Lima, sagrou-se  campeão nacional no Campeonato Especialista Masters pela Federação Portuguesa de Natação em 2023.
·   Jorge Lima sagrou-se campeão nacional de Portugal em 200m Bruços no XXIV Campeonato Nacional Masters de Verão - Open Piscina longa (50m),  em São João da Madeira. Foi também Vice-Campeão Nacional em 100m e 50m Bruços em 2023.

#### JUDO
·     Mariana Pereira campeã regional de Cadetes da Zona Centro Sul, na categoria de 70kg, em 2020
·     Vice-campeão nacional de esperanças (individual), na categoria de 55 kg, em 2003
·     4º classificado no Campeonato Nacional de Esperanças (individual), em 2001
MODALIDADES EXTINTAS

#### CICLISMO
·     Vencedor individual  e por equipas da 2º Grande Prémio da Cidade de Elvas, do Grande Prémio de Borba e do 2º Circuito de Ponte de Sor, em 1981
·     7º classificado na Rampa de Sintra (Cadetes), em 1987

#### ATLETISMO
·     Vice-campeão nacional de lançamento do martelo (juvenis masculinos individual) na época de 1997/98
·     8º lugar absoluto no ranking nacional do lançamento do martelo (individual) na época de 1998/99
·     7º lugar no campeonato nacional do lançamento do martelo (individual) na época de 1999/2000
·     3º lugar no ranking nacional do lançamento do martelo (juniores masculinos individual) na época de 1998/99
·     3º lugar no campeonato nacional do lançamento do martelo (juniores masculinos individual) na época de 1999/00
·     8º lugar no ranking nacional do lançamento do peso (iniciados femininos individual) na época de 1998/99
·     9º lugar no ranking nacional do lançamento do peso (infantis femininos individual) na época de 1998/99
·     9º lugar no ranking nacional do lançamento do disco (infantis femininos individual) na época de 1998/99
·     4º lugar no ranking nacional do lançamento do disco (iniciados femininos individual) na época de 1998/99
·     Campeão da Zona Sul de corta-mato (iniciados masculinos individual) na época de 2001/02
·     Campeão do Alentejo de corta-mato (iniciados masculinos individual) na época de 2001/02
·     Vice-campeão do Alentejo de corta-mato na época de 2002/03·     Vice-campeão do Alentejo de 800 m na época de 2003/04
·     Campeão distrital de 3000 m (seniores masculinos individual) na época de 1996/97
·     Campeão distrital de 5000 m (seniores masculinos individual) nas épocas de 1996/97 e 1998/99
·     Campeão distrital de 5000 m em pista (seniores masculinos individual) na época de 1997/98
·     Campeão distrital de 200 m (seniores masculinos individual) na época de 1999/00
·     Campeão distrital de 400 m (seniores masculinos individual) na época de 1999/00
·     Campeão distrital de 200 m (juniores masculinos individual) na época de 1998/99
·     Campeão distrital de 400 m (juniores masculinos individual) na época de 1998/99
·     Campeão distrital de lançamento do disco (juniores masculinos individual) na época de 1998/99
·     Campeão distrital de lançamento do martelo (juniores masculinos individual) na época de 1998/99 e 1999/00
·     Campeão distrital de 60 m barreiras (juvenis masculinos individual) na época de 1996/97
·     Campeão distrital de 100 m (juvenis masculinos individual) na época de 1995/96
·     Campeão distrital de 800 m (juvenis masculinos individual) na época de 1995/96
·     Campeão distrital na estafeta de 4x100 m (juvenis masculinos por equipas) na época de 1995/96
·     Campeão distrital da estafeta de 4 x 60 m (infantis masculinos por equipas) na época de 1999/00
·     Campeão distrital de salto em comprimento (infantis masculinos individual) na época de 1999/00
·     Campeão distrital de corta-mato (juvenis masculino individual) na época de 2002/03
·     Campeão distrital de corta-mato (iniciados masculinos individual) nas épocas de 2001/02 e 2002/03
·     Campeão distrital de corta-mato (infantis masculinos individual) nas épocas de 1997/98 e 1999/00
·     Campeão distrital de estrada (infantis masculinos por equipas) na época de 1995/96
·     Recorde distrital de lançamento do peso (iniciados femininos) na época de 1999/00
·     Recorde distrital de lançamento do disco (juvenis masculinos) na época de 1997/98
·     Recorde distrital de lançamento do disco (iniciados masculinos) na época de 1997/98
·     Recorde distrital de lançamento do disco (iniciados femininos) na época de 1997/98 e 1999/00
·     Recorde distrital dos 1500 m (iniciados masculinos) na época de 2001/02
·     Recorde distrital de 60 m de pista coberta (seniores femininos) na época de 1997/98
·     Recorde distrital de lançamento do martelo (juvenis masculinos) nas épocas de 1996/97 e 1997/98
·     Recorde distrital de 800 m (juvenis masculinos) na época de 2003/04

#### ESGRIMA
·   Medalha de prata e de bronze em duas provas do Circuito Nacional juvenil de Espada masculino (Fevereiro de 2005)
·   Medalha de bronze na prova do Circuito Nacional infantil de Florete feminino (Fevereiro de 2005)

#### MOTORISMO
·    Vice-campeão nacional individual de Motocross Classe Infantis B, na época de 2001/02
·    5º classificado individual no Campeonato Nacional de Iniciados de 85 cc, na época de 2003/04

#### TIRO AO ALVO
·     Campeão nacional de 2ª categoria individual na época de 1992/93 e 1997/98
·     Campeão nacional de 2ª categoria por equipas na época de 1992/93 e 1997/98
·     Vice-campeão nacional de 1ª categoria por equipas na época de 1991/92
·     Vice-campeão nacional de 2ª categoria individual na época de 1991/92
·     Campeão distrital de 1ª categoria individual nas épocas de 1991/92, 1993/94, 1994/95
·     Campeão distrital de 1ª categoria por equipas na época de 1991/92, 1993/94, 1994/95, 1996/97 e 1998/99
·     Campeão distrital de 2ª categoria individual nas épocas de 1992/93, 1993/94, 1997/98
·     Campeão distrital de 2ª categoria por equipas na época de 1996/97, 1997/98

#### PESCA
·     Eduardo Fouto - Campeão do Mundo em equipa de Pesca Embarcada ao Achigã - Barragem do Alqueva 2016
·     Eduardo Fouto/Pedro Rodrigues - Campeões Nacionais de Achigã Embarcado em 2014 e 2016
·     João Neves/Ricardo Mira - Vice campeões Nacionais de Achigã Embarcado em 2015 e 2016

### Infraestruturas Desportivas
A equipa de Futebol sénior disputa os seus jogos no Estádio Municipal de Ponte de Sor
As equipas do Futebol de formação fazem os seus jogos no Recinto Multiusos de Ponte de Sor
As equipas de Basquetebol fazem os seus jogos no Pavilhão Municipal de Ponte de Sor
As equipas de Futsal fazem os seus jogos no Pavilhão Gimnodesportivo de Ponte de Sor

### Marca do equipamento e patrocínio
A equipa utiliza equipamentos da marca Umbro e tem o patrocínio da Xarlie, A Matos Car, MBW e NCWG.